# Antonio Miculian
Antonio Miculian (Rovinj, 17. prosinca 1950. – Rovinj, 21. svibnja 2007.), hrvatski povjesničar iz talijanskog kulturnog kruga u Istri.

## Biografija
U rodnom je gradu završio osnovnu školu i gimnaziju na talijanskom jeziku. Godine 1975. na Filozofskom je fakultetu u Zadru diplomirao Povijest i talijanski jezik s pregledom književnosti. Radio je kao istraživač u Centru za povijesna istraživanja Talijanske Unije / Centro di ricerche storiche dell’Unione Italiana u Rovinju. Od 1980. održavao je nastavu povijesti, najprije u Školskom centru za usmjereno obrazovanje s nastavom na talijanskom jeziku, a zatim u Talijanskoj srednjoj školi u Rovinju u kojoj je bio stalno zaposlen od 1994. godine. Bio je suradnik rovinjskoga Centra za povijesna istraživanja i vanjski suradnik Visoke učiteljske škole u Puli, gdje je predavao Hrvatsku povijest od doseljenja Hrvata do današnjih dana. Bio je član uredništva pulskog časopisa “Istra” (1984. – 1989.).
Magistarski rad pod naslovom “Novopronađena arhivska građa za protestantski pokret u Istri tijekom XVI. stoljeća” obranio je 1990. na Filozofskom fakultetu u Zadru na kojem je 2001. obranio i doktorat pod naslovom “Protestantski pokret u Istri u XVI. stoljeću u svjetlu novih arhivističkih istraživanja”.
Temeljno područje njegovoga znanstvenog interesa odnosi se na istraživanje povijesti Istre u XVI. i XVII stoljeću, a posebice proučavanje crkvene povijesti, te gospodarskih, etničkih, odnosno migracijskih i kolonizacijskih prilika, poglavito u mletačkom dijelu Istre od konca XIV. do konca XVIII. stoljeća. Istraživanja je vršio u mnogobrojnim bibliotečnim i arhivskim fondovima u zemlji (Rijeka, Zadar, Zagreb, Pula, Rovinj, Pazin) i inozemstvu (Venezia, Trst, Udine, Gorizia, Padova, Verona, Piran, Kopar).
U više je navrata, uz potporu Centra za povijesna istraživanja Talijanske unije iz Rovinja, dobio međunarodnu stipendiju za pohađanje i sudjelovanje na poznatom međunarodnom znanstvenom skupu “Corso Internazionale di Alta Cultura” – Fondazione Giorgio Cini, Isola San Giorgio Maggiore u Veneciji.
Sudjelovao je na mnogim znanstvenim i stručnim skupovima u zemlji i inozemstvu. Objavio je stotinjak bibliografskih jedinica, izvornih znanstvenih, stručnih i preglednih radova.